# Republican City (Nebraska)
Republican City – wieś w Stanach Zjednoczonych, w stanie Nebraska, w hrabstwie Harlan.